# Deione
Deione Thorell, 1898 è un genere di ragni appartenente alla famiglia Araneidae.

## Distribuzione
Delle quattro specie oggi note di questo genere ben tre sono state rinvenute in Cina; la specie tipo è invece stata reperita in Birmania.

## Tassonomia
Dal 2010 non sono stati esaminati esemplari di questo genere.
A dicembre 2013, si compone di quattro specie:
- Deione lingulata Han, Zhu & Levi, 2009 - Cina
- Deione ovata Mi, Peng e Yin, 2010 - Cina
- Deione renaria Mi, Peng e Yin, 2010 - Cina
- Deione thoracica Thorell, 1898[2] - Birmania